# Thiago Pereira
Thiago Pereira, (Volta Redonda, Brasil, 26 de enero de 1986) es un nadador brasileño múltiple campeón Suramericano
y panamericanos. Es medallista olímpico de plata de los Juegos Olímpicos de 2012. También rompió un récord mundial en el curso corto en los 200 metros medley, y rompió varios récords sudamericanos y brasileños. Durante su carrera, compitió con leyendas de natación Michael Phelps y Ryan Lochte.

## Biografía
La trayectoria deportiva de Thiago Pereira se identifica por su participación en los siguientes eventos nacionales e internacionales:

### 2002-2004
A la edad de 16, Pereira compitió en los Juegos Suramericanos de 2002 en Belém, donde ganó una medalla de oro en los 200 metros pecho.
Pereira compitió en lo Campeonato Mundial de Natación de 2003 en Barcelona, donde terminó 18 en los 200 metros medley, 24 en los 400 metros medley, y 25 en los 200 metros pecho. En el 200 metros medley, rompió el récord sudamericano por primera vez, con un tiempo de 2m02s67.
En los Juegos Panamericanos de 2003 en Santo Domingo, Pereira ganó la medalla de plata en los 200 metros medley, y una medalla de bronce en los 400 metros medley. En el 200 metros medley, rompió el récord sudamericano con un tiempo de 2m02s31.
En septiembre de 2003, rompió el récord sudamericano de Marcelo Tomazini en los 200 metros pecho, con un tiempo de 2m15s63.
En diciembre de 2003, Pereira ganó los 400 metros medley de la tercera prueba de la Copa del Mundo FINA de Natación de 2003-2004 de Durban, Sudáfrica, batiendo el récord sudamericano en curso corto de colombiano Alejandro Bermúdez que se había mantenido desde 1998 (4m16s74), con un tiempo de 4m10s93.
En febrero de 2004, en el último evento de la Copa del Mundo FINA de Natación de 2003-2004, en Río de Janeiro, rompió su propio récord Sudamericano en los 100 m medley (55s41) con un tiempo de 54s95, y también rompió el récord de 200 metros medley con un tiempo de 1m58s16.
En marzo de 2004, en lo Campeonato Sudamericano de Natación en Maldonado, Pereira ganó la medalla de oro en los 200 metros combinado, batiendo el récord sudamericano con un tiempo de 2m00s19 y ganar una designación "A" en la clasificación olímpica de Brasil. También rompió el récord sudamericano dos veces más, con tiempos de 1m59s92 y 1m59s48, antes de competir en los Juegos Olímpicos de Atenas 2004, convirtiéndose en el segundo lugar en el ranking mundial.
En mayo de 2004, Pereira rompió el récord sudamericano de Ricardo Prado en curso largo en los 400 metros medley, realizado en los Juegos Olímpicos de Los Ángeles 1984, que había sido de 4m18s45. Pereira nadó por 4m17s62 y nuevamente obtuvo la clasificación olímpica.

### Juegos Olímpicos de 2004
Por primera vez, Thiago se clasificó suficientemente alto como para competir en los Juegos Olímpicos de Atenas 2004, donde terminó 5.º en el 200 m medley y 17.º en los 400 m medley.
En los 400 metros medley, su primer evento olímpico, Thiago estaba tan ansioso que sintió náuseas. Su tiempo fue de 4m22s06, casi cinco segundos más lento que su récord sudamericano. Salió de la piscina, jadeando y sin poder hablar, y, posteriormente, vomitó en el vestuario. Él no llegó a la final, y más tarde, dijo: "Me siento muy mal". En los 200 metros medley, nadó cerca de su mejor momento, pero no superó su récord. El ritmo de carrera era fuerte: Thiago tendría que romper su récord de alrededor de 0,7 segundos para ganar la medalla de bronce.

### 2004-2008
En septiembre de 2004, en el Trofeo José Finkel, rompió el récord sudamericano en curso corto en los 100 metros medley, con un tiempo de 53s72, y en los 400 metros medley con un tiempo de 4m09s10.
En el Campeonato Mundial de Natación en Piscina Corta de 2004 de Indianápolis, Pereira ganó la medalla de oro en los 200 m medley con un tiempo de 1m55s78, derrotando Ryan Lochte y romper el récord sudamericano. En los 4 × 100 m libre, ganó una medalla de plata y también ganó dos medallas de bronce en los 100 m medley y 4 × 200 m libre, batiendo el récord sudamericano con un tiempo de 7m06s64.
En mayo de 2005, Pereira se dislocó la rótula mientras jugaba al fútbol; su recuperación tomó dos meses y no participó en lo Campeonato Mundial de Natación de 2005 en Montreal.
En el Copa del Mundo FINA de Natación de 2005-2006, en febrero de 2006, Pereira rompió el récord sudamericano en curso corto en los 100 metros combinado con un tiempo de 53s49.
En el Campeonato Mundial de Natación en Piscina Corta de 2006 de Shanghái, Pereira terminó quinto en los 4 × 200 metros libre, con sus compañeros César Cielo, Lucas Salatta y Rodrigo Castro, rompiendo el récord sudamericano con un tiempo de 7m06s09. También terminó 15.º en los 200 metros medley, y 17.º en los 200 metros libre.
En el Campeonato Pan-Pacífico de Natación de 2006 en Victoria, Pereira ganó una medalla de bronce en los 400 metros medley. En las eliminatorias, rompió su propio récord sudamericano con un tiempo de 4m16s86. También terminó 21.º en los 200 metros libre y se clasificó para la final de los 200 metros medley en octavo lugar, pero no nadó la final.
En septiembre de 2006, en el Trofeo Brasil, Pereira rompió el récord sudamericano en los 200 metros pecho con un tiempo de 2m14s64.
En diciembre de 2006, en el Campeonato de Brasil, Pereira rompió su récord Sudamericano por más de dos segundos en los 400 metros medley con un tiempo de 4m14s67.
En el Campeonato Mundial de Natación de 2007 de Melbourne, Pereira terminó cuarto en los 200 metros medley, octavo en los 4 × 100 metros libre, noveno en los 4 × 100 m medley, 11 en los 4 × 200 metros libre, 12 en los 100 metros espalda, y fue descalificado en los 400 metros medley. Rompió el récord sudamericano en los 4 x 100 metros libre junto con César Cielo, Nicolas Oliveira y Rodrigo Castro, con un tiempo de 3m17s03, y en el 4 × 200 metros libre, con un tiempo de 7m20s00, junto con Rodrigo Castro, Nicolas Oliveira y Armando Negreiros.
Pereira rompió el récord sudamericano en los 200 m medley tres veces en tres meses, con tiempos de 1m59s19 en febrero, 1m58s65 en marzo (ronda de clasificación en Melbourne) y 1m58s64 en mayo.
En mayo de 2007, Pereira rompió dos récords sudamericanos en curso largo: en los 400 metros medley, con un tiempo de 4m11s91, y en el 200 metros pecho con un tiempo de 2m12s67, en ambas pruebas, el logro de los estándares de clasificación olímpica.

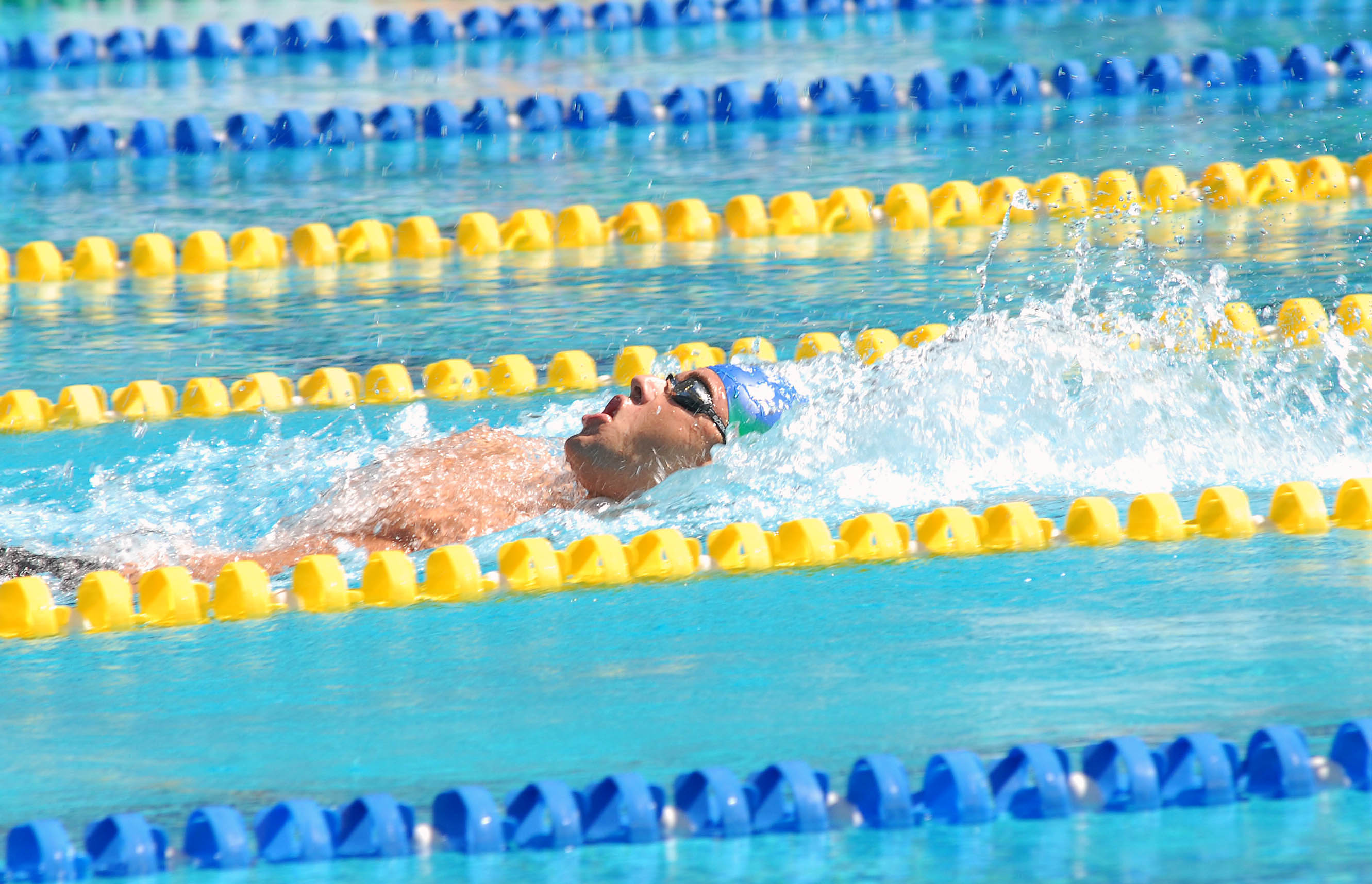
Thiago Pereira durante los 200 metros combinado en Río 2007

En los Juegos Panamericanos de 2007 de Río de Janeiro, Pereira ganó ocho medallas (seis de oro, una de plata y una de bronce) y se convirtió en el ganador de la mayor cantidad de medallas en una sola edición de los Juegos, igualando el nadadora costarricense Silvia Poll - que ganó ocho medallas en 1987 en Indianápolis. Pereira también superó la marca de cinco medallas de oro que perteneció a Mark Spitz en los Juegos Panamericanos de 1967 en Winnipeg. Pereira ganó la medalla de oro en los 200 metros medley, 400 metros medley, 200 metros espalda, 200 metros pecho, 4 × 200 metros libre y 4 × 100 metros libre, participando en la calificación. También ganó la medalla de plata en el relevo 4 × 100 metros medley y bronce en los 100 metros espalda. Rompió el récord sudamericano en todos los eventos en los que competía, excepto en los 200 metros pecho: en los 200 metros medley con un tiempo de 1m57s79, en los 400 metros medley con un tiempo de 4m11s14, en los 200 metros espalda, con un tiempo de 1m58s42; en 100 metros espalda con un tiempo de 54s75, en los 4 x 200 metros libre con un tiempo de 7m12s27, y en los 4 × 100 metros medley con un tiempo de 3m35s81.
En el Copa del Mundo FINA de Natación de 2007, Pereira hizo historia. En la etapa de Estocolmo, rompió el récord sudamericano en curso corto en los 100 m medley, con un tiempo de 52s97 (su antiguo récord era 53s49 desde 2006); en 200 m medley, con un tiempo de 1m55s08 (su antiguo récord era 1m55s78 desde 2004); y en el 400 m medley, con un tiempo de 4m06s30 (su antiguo récord era 4m09s10 desde 2004). Unos días más tarde, en Berlín, Pereira rompió el récord de las Américas en los 100 m medley en 52s42. En los 400 m medley, Pereira rompió el récord de las Américas y el récord del campeonato, haciendo 4m00s63; a solo 26 centésimas del récord mundial László Cseh (4m00s37). En los 200 m medley, Pereira ganó una medalla de oro con un tiempo de 1m53s14, estableciendo un nuevo récord mundial que se mantuvo hasta 13 de diciembre de 2007.

### Juegos Olímpicos de 2008
En los Juegos Olímpicos de Pekín 2008, Pereira terminó cuarto en los 200 metros medley, octavo en los 400 metros medley, y 19 en los 200 m pecho. En los 400 m medley, se clasificó para la final con un tiempo de 4m11s74, casi superando su récord sudamericano. Pero en el final, su tiempo fue de 4 segundos más lento; Pereira dijo que se sentía cansado en el cambio de la mariposa para la espalda, no alcanzar la misma eficacia que en las eliminatorias. Después de esto, Pereira dejó el relevo 4 × 200 m libre de Brasil para competir en los 200 m pecho. Rompió el récord sudamericano con 2m11s40. Su mejor marca en la carrera fue 2m12s60 pero su actuación no fue suficiente para avanzar a las semifinales. En los 200 m medley, tuvo resultados muy similares en las eliminatorias, semifinales y finales, todo cerca de 1m58-no poder superar su récord de los Juegos Panamericanos de 2007. Phelps ganó el oro con un tiempo de 1m54s23, estableciendo un récord mundial. Cseh y Lochte nadaron a 1m56, de ganar la plata y el bronce respectivamente.

### 2009-2012
En marzo de 2009, Pereira se rompió un hueso de la mano izquierda, lo que le hizo renunciar a Travessia dos Fortes y comprometido su entrenamiento para los Campeonatos del Mundo de ese año en Roma.
En el Campeonato Mundial de Natación de 2009 en Roma, Pereira terminó cuarto en los 200 metros medley, cuarto en los 400 metros medley y 10 en el 4 × 200 m libre. Pereira tres veces rompió el récord sudamericano en los 200 metros medley, en las eliminatorias (1m57s66), semifinal (1m57s35) y final (1m55s55), solo 19 centésimas de segundo de distancia de ganar una medalla de bronce y 31 centésimas de ganar una medalla de plata. En los 400 m medley, Pereira rompió su récord sudamericano por más de 2 segundos, con un tiempo de 4m08s86, pero terminó un segundo de los medallistas. En el 4 × 200 m libre, rompió el récord sudamericano en los 200 m libres con un tiempo de 1m46s57, en la apertura del relé, y también rompió el récord de 4 × 200 m libre con un tiempo de 7m09s71.
En septiembre de 2009, en el Trofeo José Finkel, Pereira rompió el récord de Brasil en los 200 m espalda con un tiempo de 1m58s36.
Fue reconocido su triunfo de ser el segundo deportista con el mayor número de medallas de la selección de  Brasil en los juegos de Medellín 2010. Además en la misma edición de los Juegos Suramericanos sobrepasó la marca en los Juegos en el estilo individual Mixto 200 m Hombres con una marca de 02:03.16. Su desempeño en la novena edición de los juegos, se identificó por ser el segundo deportista con el mayor número de medallas entre todos los participantes del evento, con un total de 6 medallas: tres medallas de oro en los 200 m medley, 400 m medley y 200 m pecho, y tres medallas de plata en los 200 m espalda, 4 × 100 metros libres y 4 × 200 metros libres.
En el Campeonato Pan-Pacífico de Natación de 2010 en Irvine, Pereira ganó dos medallas de bronce en los 200 m medley y 400 m medley.
En el Copa del Mundo FINA de Natación de 2010, Pereira fue coronado como el rey de la competición, ganando un premio de U$ 100.000,00. Ganó, en todas las etapas, los 400 m medley. Él fue el primer brasileño en ganar la competencia, y fue el nadador que ganó más eventos en la misma temporada en la historia del circuito. Durante el torneo, rompió el récord sudamericano en los 100 m medley con un tiempo de 52s35, y en los 200 metros medley con un tiempo de 1m52s72.
En mayo de 2011, en el Trofeo Maria Lenk, rompió el récord de Brasil en los 200 metros espalda con un tiempo de 1m58s07.
En el Campeonato Mundial de Natación de 2011 en Shanghái, terminó sexto en los 200 m medley, 18 en los 100 m espalda, y entregó los 400 m medley.
En los Juegos Panamericanos de 2011 en Guadalajara, Pereira ganó seis medallas de oro, una de plata y una de bronce. Con estos logros, Pereira alcanzó 12 medallas de oro en los Juegos Panamericanos, convirtiéndose en el brasileño con más medallas de oro en la historia de los Juegos Panamericanos, superando a Hugo Hoyama. También se convirtió en el segundo brasileño en número total de medallas en los Juegos Panamericanos, detrás de Gustavo Borges, que ganó 19 medallas. Pereira ganó el oro en los 200 m medley, 400 m medley, 100 m espalda, 200 m espalda, y en los 4 × 100 m libre y 4 × 100 m medley, participando en la calificación. También ganó la plata en el 4 × 200 m libre, y el bronce en los 200 m pecho. En esta competición, rompió el récord de los Juegos Panamericanos y el récord de Brasil en los 200 m espalda, con un tiempo de 1m57s19.

### Juegos Olímpicos de 2012
En los Juegos Olímpicos de Londres 2012, Pereira ganó la medalla de plata en los 400 metros medley, derrotando Michael Phelps. También terminó cuarto en los 200 metros medley, y 15 en el 4 × 100 m medley. En los 400 m medley, igualó el récord sudamericano obtenido con trajes tecnológicos en 2009 con un tiempo de 4m08s86. Con esto, repitió la hazaña de Ricardo Prado en Los Ángeles 1984. En los 200 m medley, aunque él hizo su tiempo mejor de la historia sin trajes tecnológicos (1m56s74), Pereira se ha superado en los últimos 25 metros por el húngaro László Cseh. Con eso, se repite los tres medallistas en Pekín 2008 en los 200 metros medley (Phelps, Lochte y Cseh).

### 2012-2016
En agosto de 2012, en el Trofeo José Finkel, rompió el récord sudamericano en el curso corto en los 200 metros medley, con un tiempo de 1m52s30.
En el Campeonato Mundial de Natación de 2013, en Barcelona, ganó su primera medalla en Campeonatos Mundiales, la medalla de bronce en los 200 metros medley, con un tiempo de 1m56s30, su mejor marca sin super-trajes. Era una centésima de ganar la medalla de plata. Pereira también nadó, por primera vez en el Campeonato Mundial, los 100 m mariposa, terminando en el puesto 15. Pereira había decidido no nadar los 400 metros medley a pesar de estar clasificado para la carrera, pero luego cambió de idea y entró en el concurso. A pesar de que no ha entrenado específicamente para esta carrera, se clasificó para la final en el octavo lugar, y por unas centésimas no quede fuera. En la final, ganó la medalla de bronce con un tiempo de 4m09s48, su segunda medalla en los Campeonatos del Mundo.
En el Campeonato Pan-Pacífico de Natación de 2014 de Gold Coast, Australia, Pereira terminó cuarto en el relevo 4 x 100 m medley, junto con Guilherme Guido, Felipe França Silva y Marcelo Chierighini, cuarto en los 200 metros medley, quinto en los 100 m mariposa, y séptimo en los 100 m espalda.

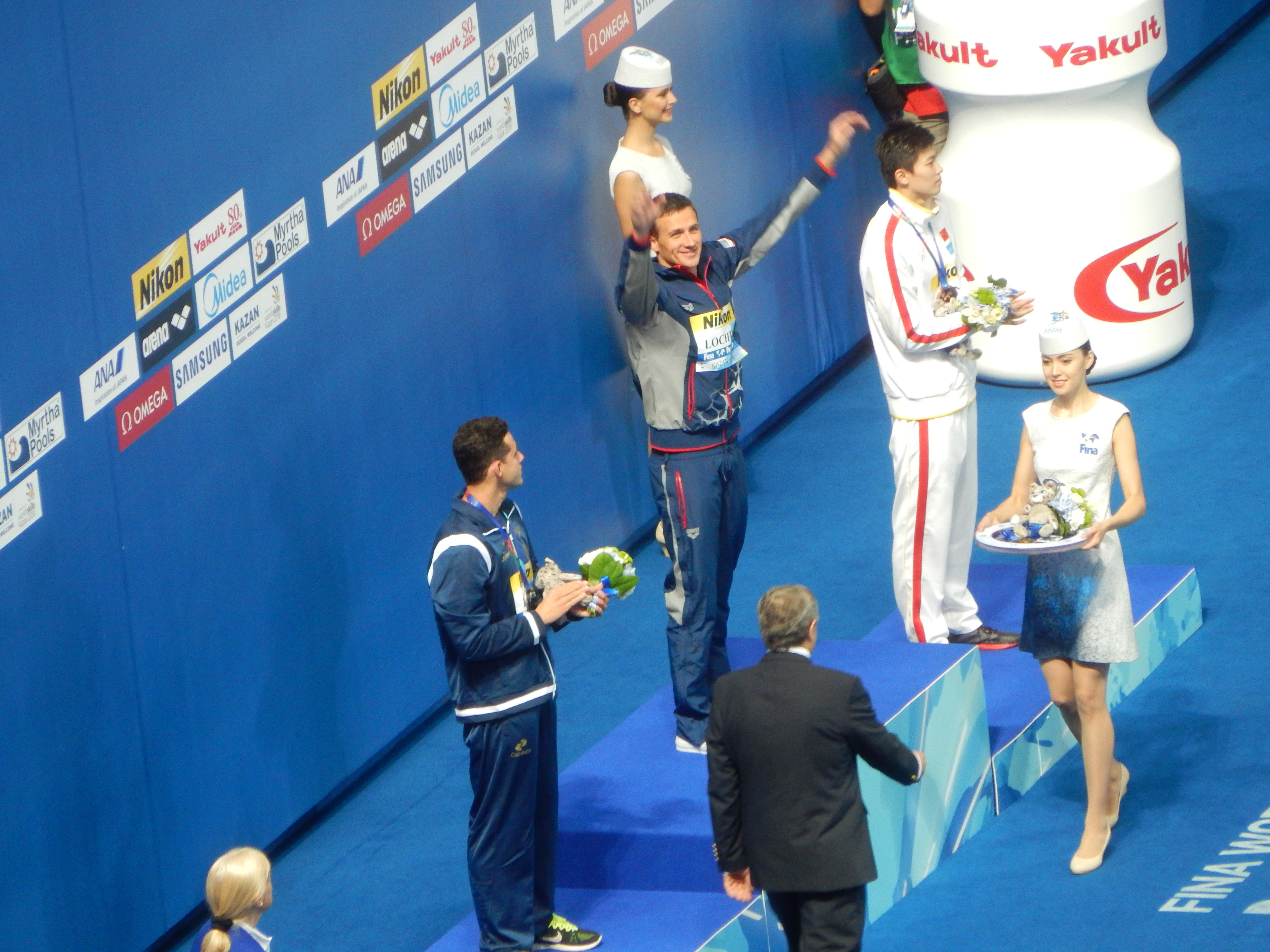
Pereira con su medalla de plata en el Mundial de 2015 Kazan

En los Juegos Panamericanos de 2015 en Toronto, Canadá, Pereira ganó cinco medallas, convirtiéndose en el mayor medallista en la historia de los Juegos Panamericanos, superando el gimnasta cubano Erick López, quien tiene 22 medallas entre 1991 y 2003. Él ganó una medalla de oro en los 4 × 200 metros libre, donde se batió el récord Juegos Panamericanos con un tiempo de 7:11.15, junto con Luiz Altamir Melo, Nicolas Oliveira y João de Lucca. También ganó más dos medallas de oro en relevos de Brasil, participando en la calificación, en los 4 × 100 metros libre, y en los 4 × 100 metros medley. También ganó una medalla de plata en los 200 metros medley y bronce en los 200 metros pecho . En los 400 metros medley, Thiago Pereira ganó inicialmente, lo que haría que su tercer título consecutivo, junto con un récord de medallas 22 de Panamericana. Sin embargo, los jueces dictaron Pereira no pudo tocar la pared con ambas manos al mismo tiempo, en una de sus vueltas de pecho.
En el Campeonato Mundial de Natación de 2015, en Kazán, en los 200 metros medley, Pereira hizo su mejor participación en los Campeonatos del Mundo, ganando la medalla de plata con un tiempo de 1:56.65, cerca de su mejor marca personal. También terminó 15.º en los 4 × 200 metros libre, junto con João de Lucca, Luiz Altamir Melo y Nicolas Oliveira.